# サン・バジーリオ
サン・バジーリオ（イタリア語: San Basilio）は、イタリア共和国サルデーニャ州南サルデーニャ県にある、人口約1,200人の基礎自治体（コムーネ）。

## 地理

### 位置・広がり

#### 隣接コムーネ
隣接するコムーネは以下の通り。
- サン・ニコロ・ジェッレーイ
- サンタンドレーア・フリーウス
- セノルビ
- シリーウス
- シウルグス・ドニガーラ